# Jüdischer Friedhof Žaliakalnis
Koordinaten: 54° 54′ 27,9″ N, 23° 56′ 43,4″ O
Der jüdische Friedhof Žaliakalnis liegt in Žaliakalnis, einem Stadtteil von Kaunas, im Bezirk Kaunas in der Mitte Litauens. Auf dem Friedhof sind Grabsteine erhalten. 

## Weblinks

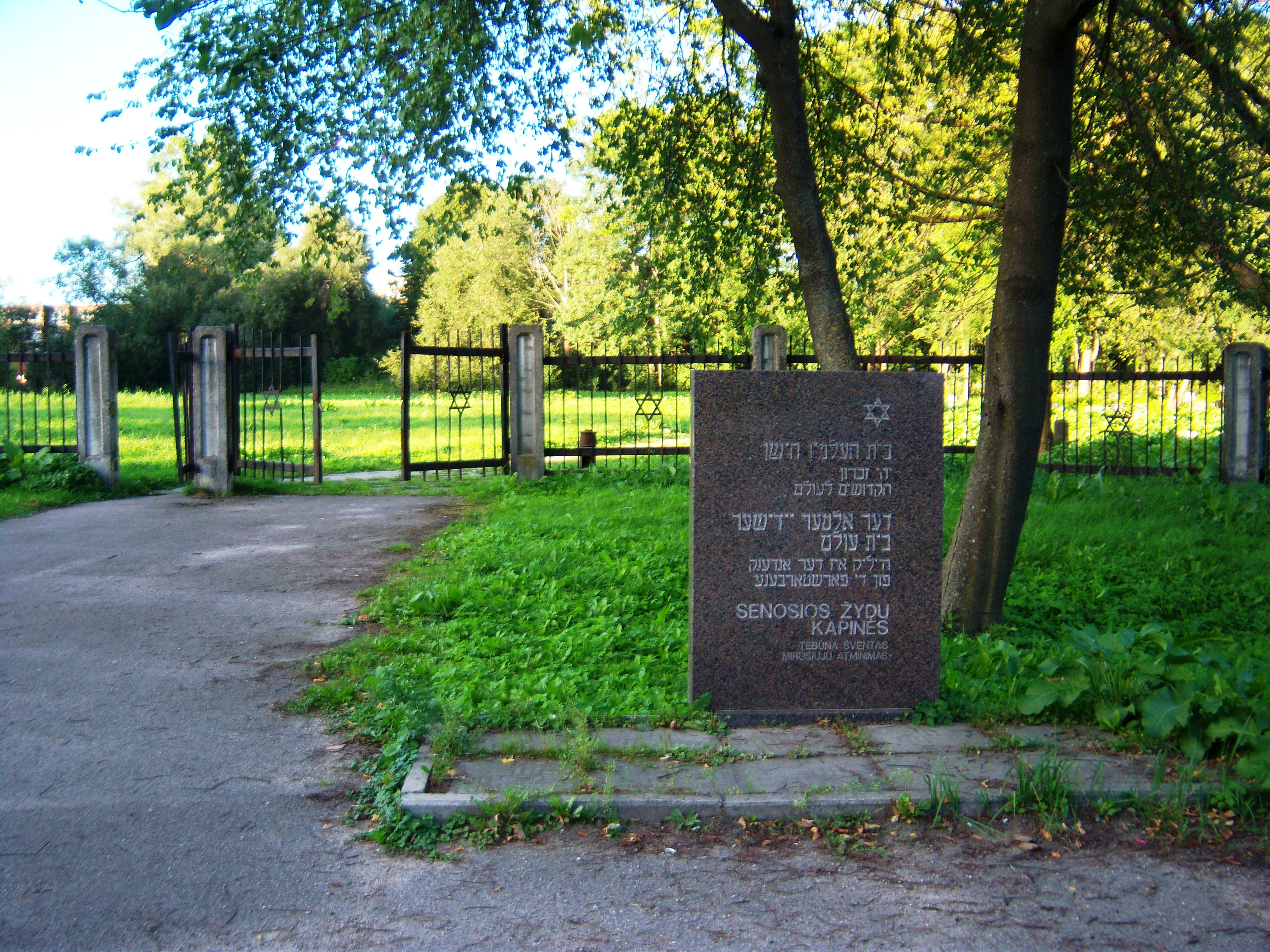
(2012)
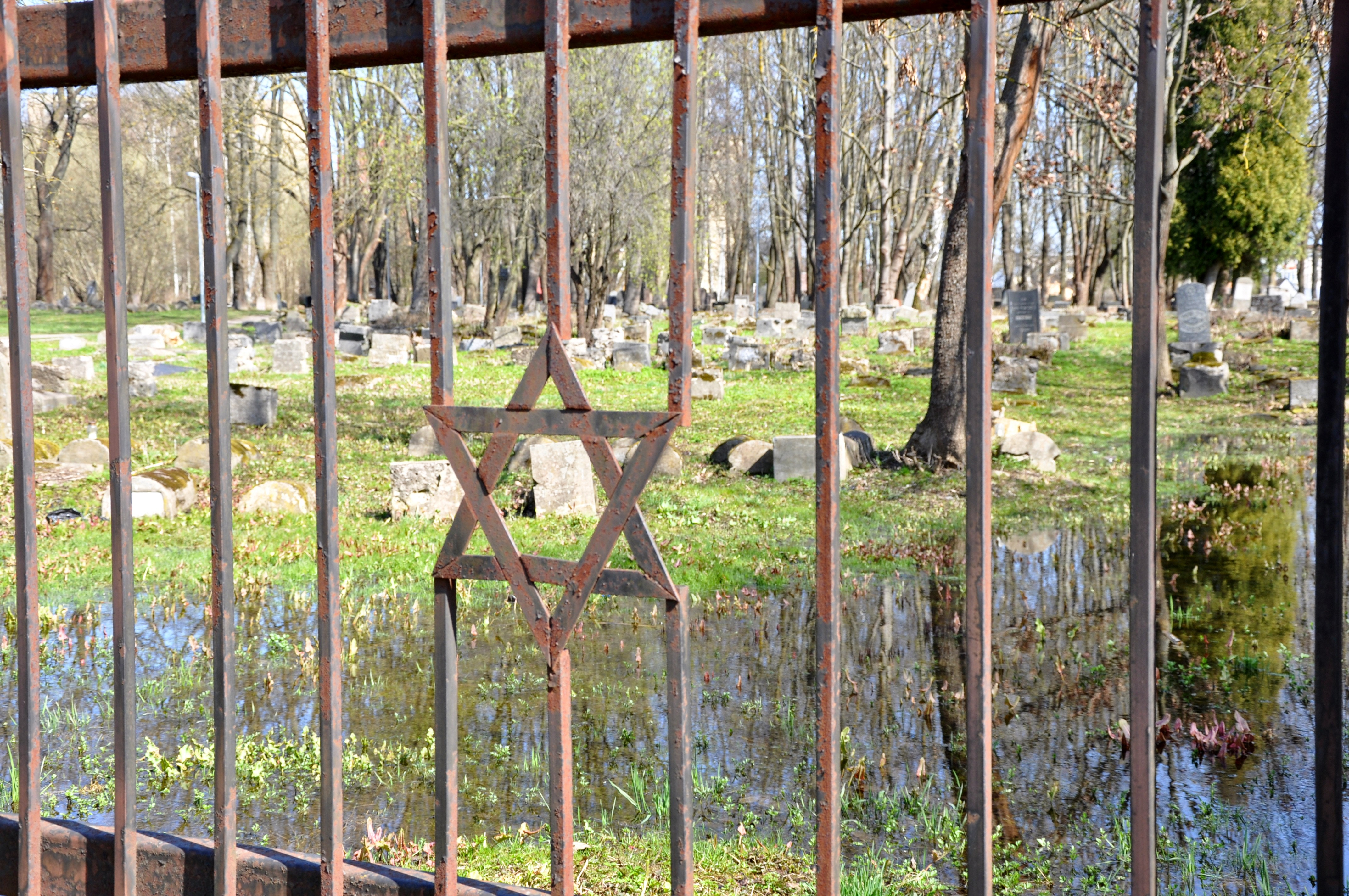
(2015)
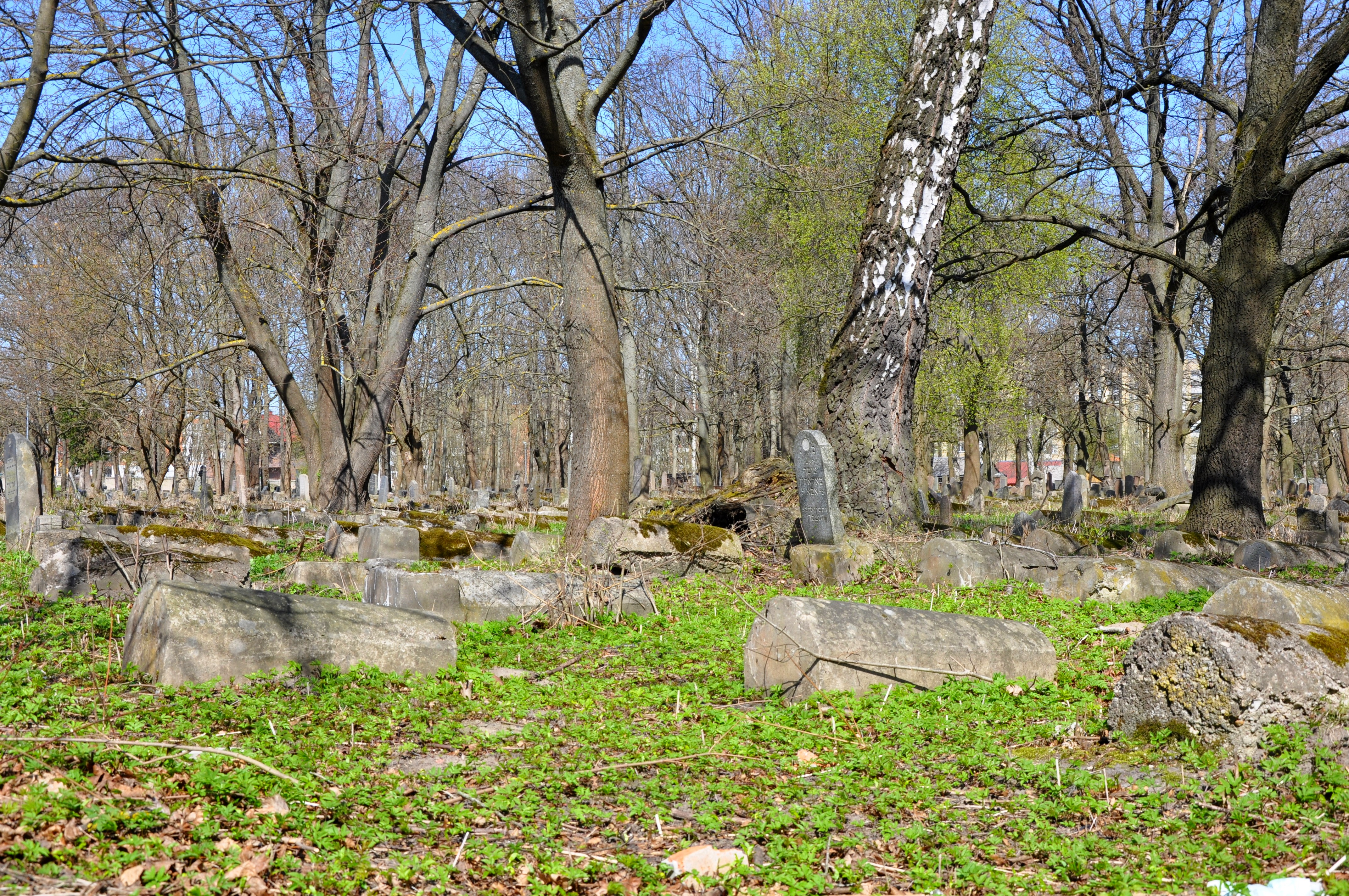
(2015)
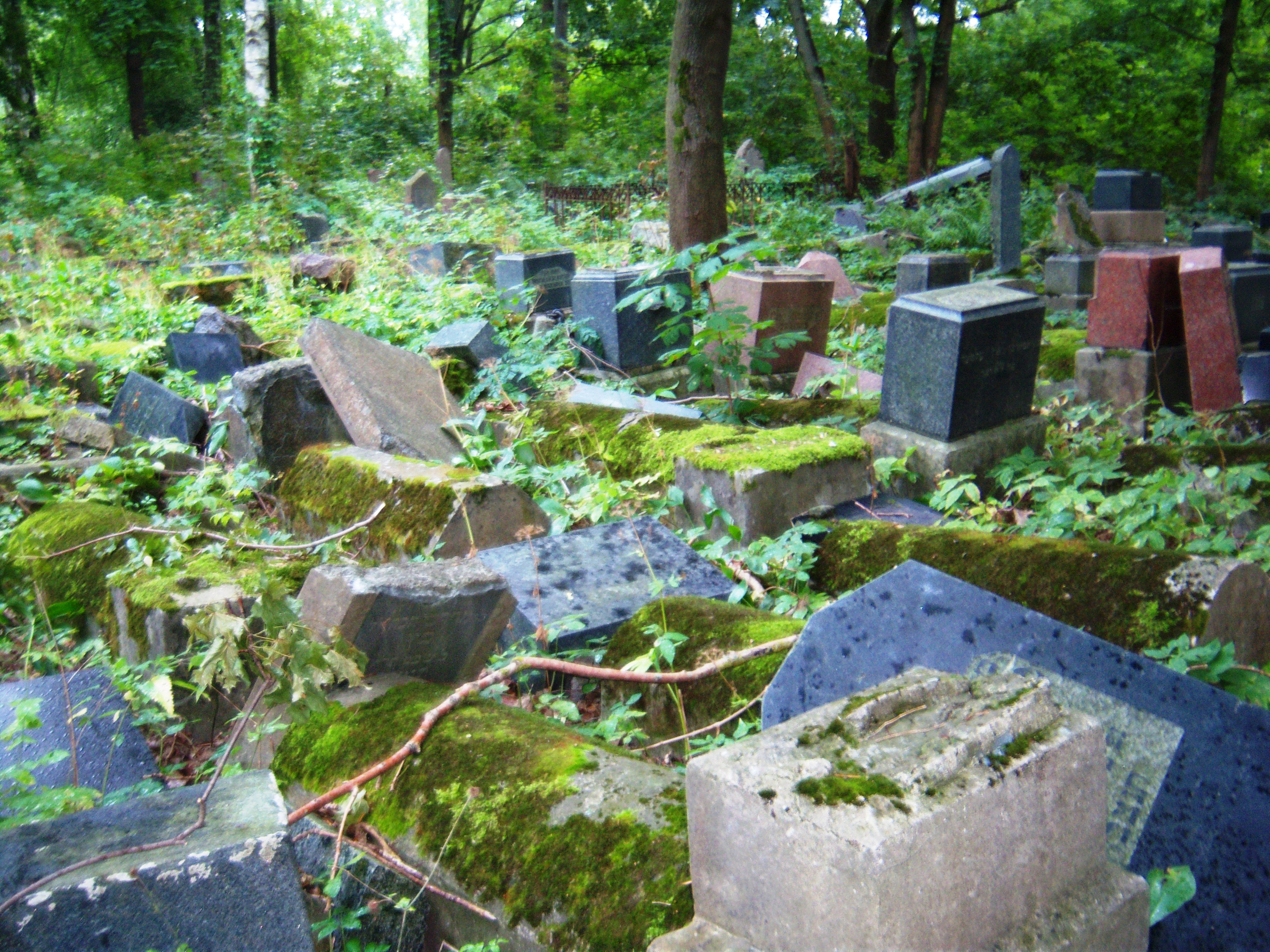
(2012)